# Levan Moseshvili
Levan Moseshvili (in georgiano ლევან მოსეშვილი?, in russo Леван Мосешвили?; Tbilisi, 23 maggio 1940 – Tbilisi, 5 marzo 2020) è stato un cestista sovietico.

## Carriera
Con l'Unione Sovietica ha disputato i Giochi olimpici di Tokyo 1964.

## Palmarès
- Campionato sovietico: 1

Dinamo Tbilisi: 1967-68
- Coppa dei Campioni: 1

Dinamo Tbilisi: 1961-62